# Allegra Caracciolo
Allegra Caracciolo di Castagneto vedova Agnelli (Grazzano Visconti, 28 giugno 1945) è una filantropa italiana, presidente della Fondazione Piemontese per la Ricerca sul Cancro.

## Biografia
Nata al castello di Grazzano Visconti di Vigolzone, è figlia di Don Adolfo Caracciolo di Castagneto, nobile napoletano, e di Anna Visconti di Modrone, famiglia che in passato godette nobiltà a Milano. È la nipote del regista Luchino Visconti.
Si è sposata nel 1975 con Umberto Agnelli, divorziato da Antonella Bechi Piaggio e cognato della cugina Marella Caracciolo, moglie di Gianni Agnelli. Dal matrimonio sono nati i due figli Andrea (1975) e Anna (1977).
Il 27 maggio 2004 rimane vedova di Umberto. Nel 2005 lei e i figli si dividono l'eredità azionaria del gruppo FIAT: ad Allegra spetta l'1,14%.

## La laureahonoris causa
Il 26 aprile 2004, presso l'Aula Magna del rettorato dell'Università di Torino, il rettore Prof. Rinaldo Bertolino le ha conferito una laurea honoris causa in medicina veterinaria  per l'attività svolta a favore della tutela del benessere degli animali, tra le motivazioni della laurea, per «essersi dedicata a comprendere e valutare i problemi relativi al benessere animale attraverso numerose iniziative».

## Onorificenze
Il 7 aprile 2004 il presidente della Repubblica Carlo Azeglio Ciampi l'ha premiata con la medaglia d'oro al merito della sanità pubblica in occasione della Giornata mondiale della sanità.
Il 10 maggio 2005 Ciampi le ha conferito, presso il palazzo del Quirinale, anche il Premio della Pace 2005.

## Ascendenza
|                                                           |                           |                                          | Genitori                  |  |  | Nonni |  |  | Bisnonni                                           |  |  | Trisnonni                                                  |  |
|                                                           |                           |                                          |                           |  |  |       |  |  | Filippo Caracciolo di Castagneto, I duca di Melito |  |  | Nicola Caracciolo di Castagneto, IV principe di Castagneto |  |
|                                                           |                           |                                          |                           |  |  |       |  |  | Filippo Caracciolo di Castagneto, I duca di Melito |  |  | Nicola Caracciolo di Castagneto, IV principe di Castagneto |  |
|                                                           |                           | Emanuela Caracciolo Stella di Sant'Eramo |                           |  |  |       |  |  | Filippo Caracciolo di Castagneto, I duca di Melito |  |  |                                                            |  |
| Nicola Caracciolo di Castagneto, II duca di Melito        |                           |                                          |                           |  |  |       |  |  | Filippo Caracciolo di Castagneto, I duca di Melito |  |  |                                                            |  |
|                                                           |                           | Emilia Compagna                          | Giuliano Campagna, barone |  |  |       |  |  |                                                    |  |  |                                                            |  |
|                                                           |                           | Emilia Compagna                          | Giuliano Campagna, barone |  |  |       |  |  |                                                    |  |  |                                                            |  |
|                                                           |                           | Emilia Compagna                          | Giulia Pandola            |  |  |       |  |  |                                                    |  |  |                                                            |  |
| Adolfo Caracciolo di Castagneto                           |                           | Emilia Compagna                          |                           |  |  |       |  |  |                                                    |  |  |                                                            |  |
|                                                           |                           | Ippolito Mele Barese                     | …                         |  |  |       |  |  |                                                    |  |  |                                                            |  |
|                                                           |                           | Ippolito Mele Barese                     | …                         |  |  |       |  |  |                                                    |  |  |                                                            |  |
|                                                           |                           | Ippolito Mele Barese                     | …                         |  |  |       |  |  |                                                    |  |  |                                                            |  |
| Meralda Mele Barrese                                      |                           | Ippolito Mele Barese                     |                           |  |  |       |  |  |                                                    |  |  |                                                            |  |
|                                                           |                           | Elizabeth Lilian Mackworth-Praed         | Winthrop Mackworth-Praed  |  |  |       |  |  |                                                    |  |  |                                                            |  |
|                                                           |                           | Elizabeth Lilian Mackworth-Praed         | Winthrop Mackworth-Praed  |  |  |       |  |  |                                                    |  |  |                                                            |  |
|                                                           |                           | Elizabeth Lilian Mackworth-Praed         | Helen Bogle               |  |  |       |  |  |                                                    |  |  |                                                            |  |
| Allegra Caracciolo di Castagneto                          |                           | Elizabeth Lilian Mackworth-Praed         |                           |  |  |       |  |  |                                                    |  |  |                                                            |  |
|                                                           | Guido Visconti di Modrone | Uberto Visconti di Modrone               |                           |  |  |       |  |  |                                                    |  |  |                                                            |  |
|                                                           | Guido Visconti di Modrone | Uberto Visconti di Modrone               |                           |  |  |       |  |  |                                                    |  |  |                                                            |  |
|                                                           | Guido Visconti di Modrone | Giovanna Gropallo                        |                           |  |  |       |  |  |                                                    |  |  |                                                            |  |
| Giuseppe Visconti di Modrone, I duca di Grazzano Visconti | Guido Visconti di Modrone |                                          |                           |  |  |       |  |  |                                                    |  |  |                                                            |  |
|                                                           |                           | Ida Renzi                                | Francesco Renzi           |  |  |       |  |  |                                                    |  |  |                                                            |  |
|                                                           |                           | Ida Renzi                                | Francesco Renzi           |  |  |       |  |  |                                                    |  |  |                                                            |  |
|                                                           |                           | Ida Renzi                                | Lucrezia Giovanna Gritti  |  |  |       |  |  |                                                    |  |  |                                                            |  |
| Anna Visconti di Modrone                                  |                           | Ida Renzi                                |                           |  |  |       |  |  |                                                    |  |  |                                                            |  |
|                                                           |                           | Luigi Erba                               | Francesco Antonio Erba    |  |  |       |  |  |                                                    |  |  |                                                            |  |
|                                                           |                           | Luigi Erba                               | Francesco Antonio Erba    |  |  |       |  |  |                                                    |  |  |                                                            |  |
|                                                           |                           | Luigi Erba                               | Caterina Brasca           |  |  |       |  |  |                                                    |  |  |                                                            |  |
| Carla Erba                                                |                           | Luigi Erba                               |                           |  |  |       |  |  |                                                    |  |  |                                                            |  |
|                                                           |                           | Anna Brivio                              | Antonio Brivio            |  |  |       |  |  |                                                    |  |  |                                                            |  |
|                                                           |                           | Anna Brivio                              | Antonio Brivio            |  |  |       |  |  |                                                    |  |  |                                                            |  |
|                                                           |                           | Anna Brivio                              | Enrichetta Longhi         |  |  |       |  |  |                                                    |  |  |                                                            |  |
|                                                           |                           | Anna Brivio                              |                           |  |  |       |  |  |                                                    |  |  |                                                            |  |